# Fourneaux (Manche)
Fourneaux – miejscowość i gmina we Francji, w regionie Normandia, w departamencie Manche. W 2013 roku populacja gminy wynosiła 128 mieszkańców. Przez miejscowość przepływa rzeka Vire. 